# Трубилин, Николай Тимофеевич
Николай Тимофеевич Трубилин (8 февраля 1929 года, станица Шкуринская Кущёвского района Краснодарского края, РСФСР, СССР, — 14 сентября 2009 года, г. Москва, Российская Федерация) — советский врач; доктор медицинских наук, профессор; Министр здравоохранения РСФСР (1983—86 гг.), заместитель Председателя Совета Министров РСФСР (1986—90 гг.).

## Биография
В 1953 г. окончил Ростовский медицинский институт.
С 1953 г. — заведующий отделом здравоохранения Пролетарского района (Ростовская область). С 1977 г. — заведующий отделом здравоохранения Ростовской области.
С 1978 г. — заместитель министра здравоохранения РСФСР. С 21 апреля 1983 по 6 января 1986 г. — министр здравоохранения РСФСР.
С 6 января 1986 по 24 мая 1990 г. — заместитель председателя Совета Министров РСФСР.
Член Центральной ревизионной комиссии КПСС (1986—1990).
Весной 1989 года избран народным депутатом СССР по квоте Всесоюзного общества борьбы за трезвость (1 мандат) и членом Комитета Верховного Совета СССР по охране здоровья народа.
В 1990-е годы — ректор Института повышения квалификации Минздрава России. В последние годы жизни работал проректором по методической работе и инновациям Института повышения квалификации ФМБА.
Похоронен на Кладбище «Ракитки» (уч. 1).

### Семья
Брат — Иван Тимофеевич Трубилин (1931—2014), ректор КубГАУ, Герой Социалистического Труда, Герой Труда Кубани
Жена — Майя Викторовна Трубилина (р. 1930), акушер-гинеколог. Дети:
- Галина Николаевна Минкина (р. 1954), акушер-гинеколог, доктор медицинских наук, профессор;
  - внук Павел Сергеевич Минкин, дерматовенеролог, кандидат медицинских наук;
- Владимир Николаевич Трубилин (р. 1959), офтальмолог, доктор медицинских наук, профессор.
  - внуки: Александр Владимирович Трубилин (офтальмолог, кандидат медицинских наук, доцент кафедры), Анна Владимировна Трубилина (дизайнер).

## Избранные труды
- Трубилин Н. Т. Объём, структура, организационные формы экстренной стационарной медицинской помощи населению в городах разного типа и её прогнозирование : Автореф. дис… доктора мед. наук. — Краснодар, 1973. — 31 с.
- Трубилин Н. Т. Основные тенденции изменений в демографических показателях, состоянии здоровья населения и развитии здравоохранения Ростовской области : Автореф. дис… канд. мед. наук. — Ростов-н/Д, 1966. — 26 с.
- Трубилин Н. Т. Ради жизни. — Ростов-н/Д: Книжное издательство, 1968. — 73 с. — 5000 экз.
- Трубилин Н. Т. Состояние и задачи народного здравоохранения в районах Сибири, Дальнего Востока и Крайнего Севера : Материалы к докл. на конф., посвящ. разраб. актуал. мед. пробл. Сибири, Дал. Востока и Крайн. Севера, 26-27 сент. 1983 г. — [Новосибирск], [1984]. — 24 с. — 200 экз.
- Вопросы качества и эффективности в больничном деле : Метод. указ. для врачей и студентов / Сост.: Н. Т. Трубилин. — Ростов-н/Д, 1977. — 11 с. — 500 экз.

## Награды и признание
- Почётная грамота Правительства Российской Федерации (27 февраля 1999) — за большой вклад в дело охраны здоровья населения, подготовку квалифицированных кадров медицинских работников и в связи с 70-летием со дня рождения[4]